# Lucilia inclyta
Lucilia inclyta este o specie de muște din genul Lucilia, familia Calliphoridae, descrisă de Robineau-desvoidy în anul 1863.
Este endemică în Franța. Conform Catalogue of Life specia Lucilia inclyta nu are subspecii cunoscute.